# Železniční trať Vinkovci–Osijek
Železniční trať Vinkovci–Osijek (chorvatsky Željeznička pruga Vinkovci–Osijek) spojuje obě uvedená města. Jednokolejná neelektrifikovaná železniční trať má celkovou délku 34 km. V chorvatské železniční síti je značena pod číslem 46.

## Trasa
Trať je vedena v rovinaté slavonské krajině severo-jižním směrem. Zajišťuje napojení jednoho z největších měst Chorvatska, Osijeku na železniční uzel ve Vinkovcích, kudy prochází Železniční trať Bělehrad–Záhřeb. Prochází v blízkosti Silnice D518 a její část vede i podél toku řeky Vuky. Tu trať překonává u obce Gaboš.

## Historie
Výstavba trati byla zahájena v roce 1880. Rakousko-Uhersko, které financovalo výstavbu těchto tratí, tak činilo za pomoci zahraničního kapitálu. Vzhledem k technickým problémům se podařilo trať otevřít až na podzim roku 1910. Po roce 1918 byla začleněna do sítě jugoslávských drah (JŽ). Těžce byla poškozena během útoků za druhé světové války. V roce 1977 byla trať modernizována (vyměněny kolejnice). Před rozpadem Jugoslávie bylo po trati přepravováno 585 tisíc cestujících ročně a 6,94 milionu tun nákladu. Vypravováno bylo okolo deseti osobních vlaků denně.
Během chorvatské války za nezávislost byl stržen most přes Bobotský kanál, trať byla přerušena na několika místech a ztratilo se několik metrů kolejí. Trať byla přerušena v místech, kde probíhala frontová linie mezi chorvatskou armádou a srbskými povstalci. V letech 2005 až 2008 se uskutečnila její obnova; na části trati byly položeny nové koleje s betonovými pražci a traťová rychlost zvýšena na 80 km/h.

## Stanice
- Vinkovci
- Ostrovo
- Gaboš
- Markušica-Antin
- Laslovo-Korođ
- Ernestinovo
- Antunovac
- Brijest
- Osijek